# يوتوبيا أوف ذا سيز
يوتوبيا أوف ذا سيز (بالإنجليزية: Utopia of the Seas)‏، إي باللغة العربية عالم خيال البحار، هي سفينة بحرية سياحية تملكها شركة رويال كاريبيان إنترناشيونال. دخلت الخدمة في 19 يوليو 2024. تبلغ إجمالي حمولتها 236،437، وهي بذلك ثاني أكبر سفينة سياحية في العالم.

## التاريخ
أعلنت رويال كاريبيان وشانتيي دو لاتلونتيك في 18 فبراير 2019 عن إكمال طلب سفينة سياحية سادسة من فئة اواسيس، لتسليمها خلال خريف 2023. وهي الأولى في هذه الفئة التي تعمل بالغاز الطبيعي المسال. ثم قدمت رويال كاريبيان طلبًا لتسجيل علامة تجارية لـ "يوتوبيا أوف ذا سيز" في عام 2021، مع 23 اسمًا آخر للسفينة. وأعلنت الشركة عن اسم السفينة في حفل قطع اللوح الفولاذي في 5 أبريل 2022، وتم تثبيت القاعدة في الأول من يوليو.
جرى بناء خزانات الغاز الطبيعي المسال بواسطة شركة فيرتزلا وأكملت تسليمها في نوفمبر 2022. وكان تحرير "يوتوبيا أوف ذا سيز" من الرصيف في سبتمبر 2023، وبدأت تجاربها البحرية في 7 مايو 2024. ليتم بعد تجاوزها تلك التجارب تسليمها إلى رويال كاريبيان في 13 يونيو 2024، وغادرت حوض بناء السفن بعد عشرة أيام، ووصلت إلى ميناء كانافيرال في 11 يوليو. وبدأت رحلتها الأولى في 19 يوليو من ميناء كانافيرال.